# たいようのえくぼ
たいようのえくぼ は、沖縄の子育て世代を助ける情報誌である。
子育て中の母親たちが中心となって編集から発行までを手がける、子育て応援マガジンとなっている。
マガジン発行のみならず、子育て世代の母親や父親たちが親子でいっしょに楽しめるイベントも企画運営している。